# Piergozy (Bartoszyce)
Piergozy (deutsch Perguschen) ist ein Ort in der polnischen Woiwodschaft Ermland-Masuren. Er gehört zur Gmina Bartoszyce (Landgemeinde Bartenstein) im Powiat Bartoszycki (Kreis Bartenstein (Ostpr.)).

## Geographische Lage
Piergozy liegt vier Kilometer südlich der polnischen Staatsgrenze zur russischen Oblast Kaliningrad (Gebiet Königsberg (Preußen)) in der nördlichen Mitte der Woiwodschaft Ermland-Masuren. Bis zur früheren und heute auf russischem Hoheitsgebiet gelegenen Kreisstadt Preußisch Eylau (russisch Bagrationowsk) sind es sieben Kilometer in nordwestlicher Richtung. Die heutige Kreismetropole Bartoszyce (deutsch Bartenstein) ist elf Kilometer in südöstlicher Richtung entfernt.

## Geschichte

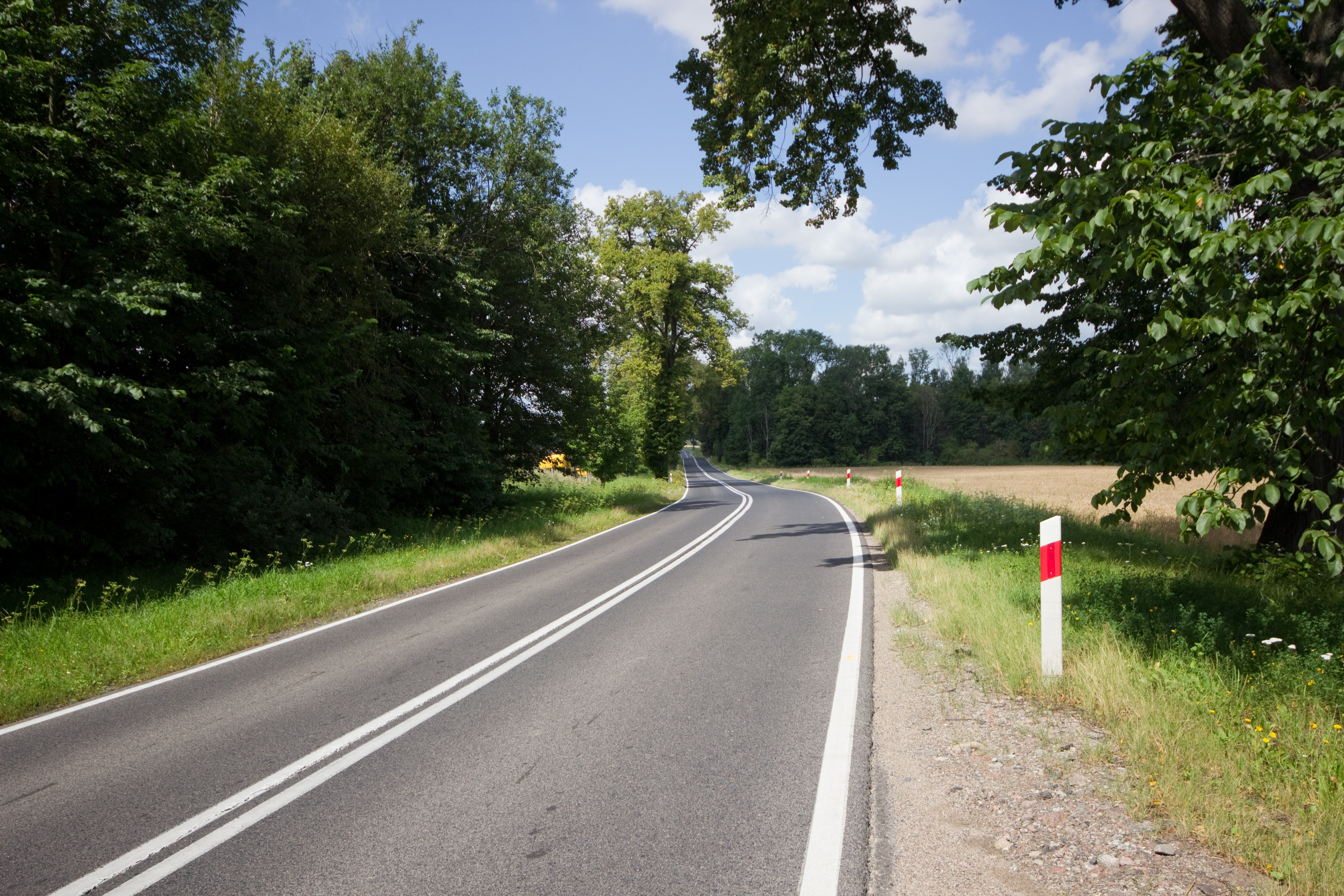
Die polnische Landesstraße 51 (ehem. deutsche Reichsstraße 128) zwischen Bezledy und Grenzübergang Bezledy/Bagrationowsk

Bereits vor 1454 wurde der seinerzeit Pergossen, nach 1474 Perwuschen, vor 1772 Perwaschen, nach 1772 Pergußen und vor 1785 Perguschen genannte kleine Ort gegründet. Es handelte sich um ein dem Gut Beisleiden (polnisch Bezledy) im ostpreußischen Kreis Preußisch Eylau zugeordnetes Vorwerk. Bis 1945 war es ein Wohnplatz von Beisleiden.
Im Jahre 1945 wurde Ostpreußen in Kriegsfolge getrennt. Perguschen wurde dem dann polnischen Südteil zugeordnet. Der Ort erhielt die polnische Namensform „Piergozy“ und ist heute ein Teil der Landgemeinde Bartoszyce (Bartenstein) im Powiat Bartoszycki (Kreis Bartenstein (Ostpr.)), von 1975 bis 1998 der Woiwodschaft Olsztyn, seither der Woiwodschaft Ermland-Masuren zugehörig. Im Jahre 2021 zählte Piergozy acht Einwohner.

## Kirche
Bis 1945 war Perguschen kirchlich nach Preußisch Eylau (russisch: Bagrationowsk) eingepfarrt: in die dortige evangelische Pfarrkirche in der Kirchenprovinz Ostpreußen der Kirche der Altpreußischen Union sowie in die römisch-katholische Kirche der Kreisstadt im damaligen Bistum Ermland.
Heute gehört Piergozy katholischerseits zur Pfarrei in Bezledy (Beisleiden) im jetzigen Erzbistum Ermland, evangelischerseits zur Kirchengemeinde in Bartoszyce (Bartenstein), einer Filialgemeinde der Johanneskirche in Kętrzyn (Rastenburg) in der Diözese Masuren der Evangelisch-Augsburgischen Kirche in Polen.

## Verkehr
Piergzy liegt an der polnischen Landesstraße 51, die hier die Trasse der ehemaligen deutschen Reichsstraße 128 befährt. Sie kommt von Olsztyn (Allenstein) und endet in drei Kilometern an der Grenze zu Russland. Eine Bahnanbindung besteht nicht.